# Herman Heijermans

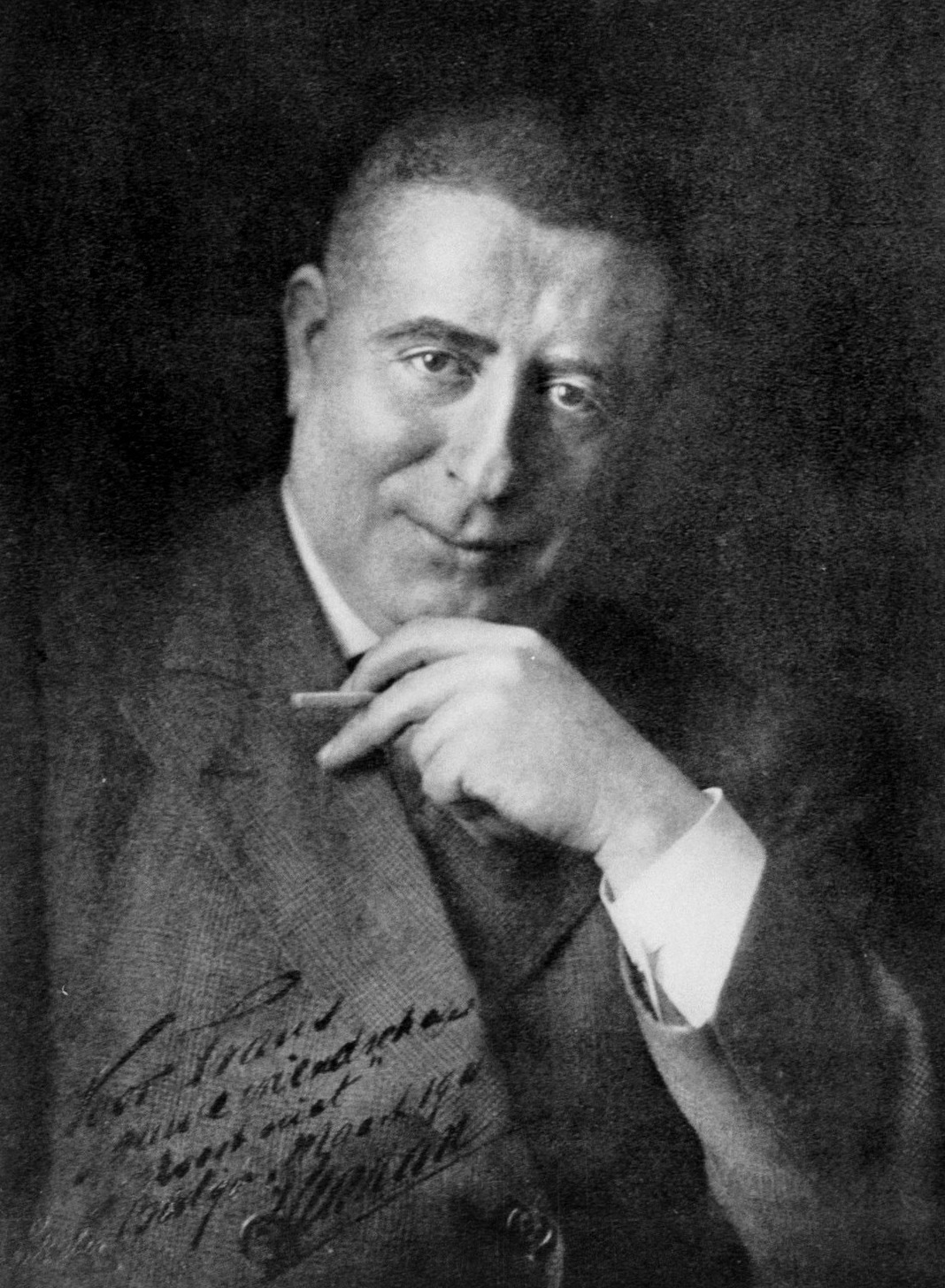
Herman Heijermans

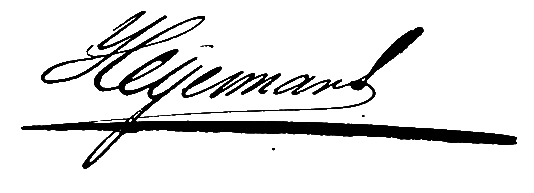

Herman Heijermans (geb. 3. Dezember 1864 in Rotterdam; gest. 22. November 1924 in Zandvoort) war ein niederländischer Schriftsteller, Journalist und Intendant. Vor allem als Dramatiker gewürdigt, gilt er als der bedeutendste Vertreter des Naturalismus in der niederländischen Sprache.

## Leben

### Herkunft und frühe Jahre
Herman Heijermans war das sechste von elf Kindern des Journalisten Herman Heijermans Sr. und der Matilda geb. Moses Spiers (1833–1906). Vor ihm waren die Malerin Marie Heijermans und die Pädagogin Ida Heijermans; nach ihm folgte der Arzt und Sozialmediziner Louis Heijermans. Die Familie wird als liberal jüdisch und kulturbeflissen beschrieben; zugleich herrschte eine gespannte Atmosphäre, da sich die Mutter als soziale Absteigerin sah und der Vater hohe Erwartungen an seine Kinder richtete, insbesondere an Herman jr. als den ersten Sohn. Während der Junior seinem Vater als Schriftsteller und Journalist nachfolgen wollte und während der Schulzeit einige Texte schrieb, drängte ihn sein Vater in eine wirtschaftliche Laufbahn. Nach dem Schulabschluss trat er in die NV Wissel- en Effectenbank (über Umwege in der ABN AMRO aufgegangen) ein, die ihn bei einem verbundenen Kleider- und Metallverwerter abstellte. Bald entstand eine Verlobung mit der Tochter eines Konkurrenten dieses Betriebes, deren Familie Heijermans mit dem Startkapital für ein eigenes Unternehmen ausstattete. Das eigene Unternehmen scheiterte vor 1892 unter einem Skandal; die Verlobung wurde aufgelöst.

### Aufschwung als Schriftsteller
1891 wandte sich Heijermans wieder dem Schreiben zu. De Gids veröffentlichte 1892 seine Novelle ‘n Jodenstreek?, was ihn zum Sprung vom beschaulichen Rotterdam in das pulsierende Amsterdam ermutigte. Er wurde ein gefürchteter Theaterrezensent bei de Telegraaf. Unter dem Pseudonym Gerritje persiflierte er die handzahmen Rezensionen seiner Kollegen. Ab 1894 veröffentlichte er unter dem Pseudonym Falkland, das bereits sein Vater gebraucht hatte, durch Jahrzehnte Kolumnen für de Telegraaf und für das Algemeen Handelsblad. 1893 inszenierte die Nederlandsche Tooneelvereeniging erstmals ein Drama Heijermans. Dora Kremer erinnerte entfernt an Henrik Ibsens Nora und wurde von der Kritik verrissen und nach vier Aufführungen abgesetzt. Heijermans unterstellte den Kritikern, sich an ihm gerächt zu haben, und wurde darin bestärkt, da die Kritik im Folgejahr sein Stück Ahasverus, das er unter dem Pseudonym Ivan Jelakowitsch veröffentlicht hatte, wohlwollend aufnahm. Eine Reise nach Paris brachte Heijermans mit dem Symbolismus in Kontakt, der zum Naturalismus in scharfem Gegensatz stand. Eine Zeit lang schlingerte Heijermans zwischen diesen Ideen, kehrte jedoch alsbald zum angestammten Naturalismus zurück, der seinen sozialistischen Idealen besser entsprach.

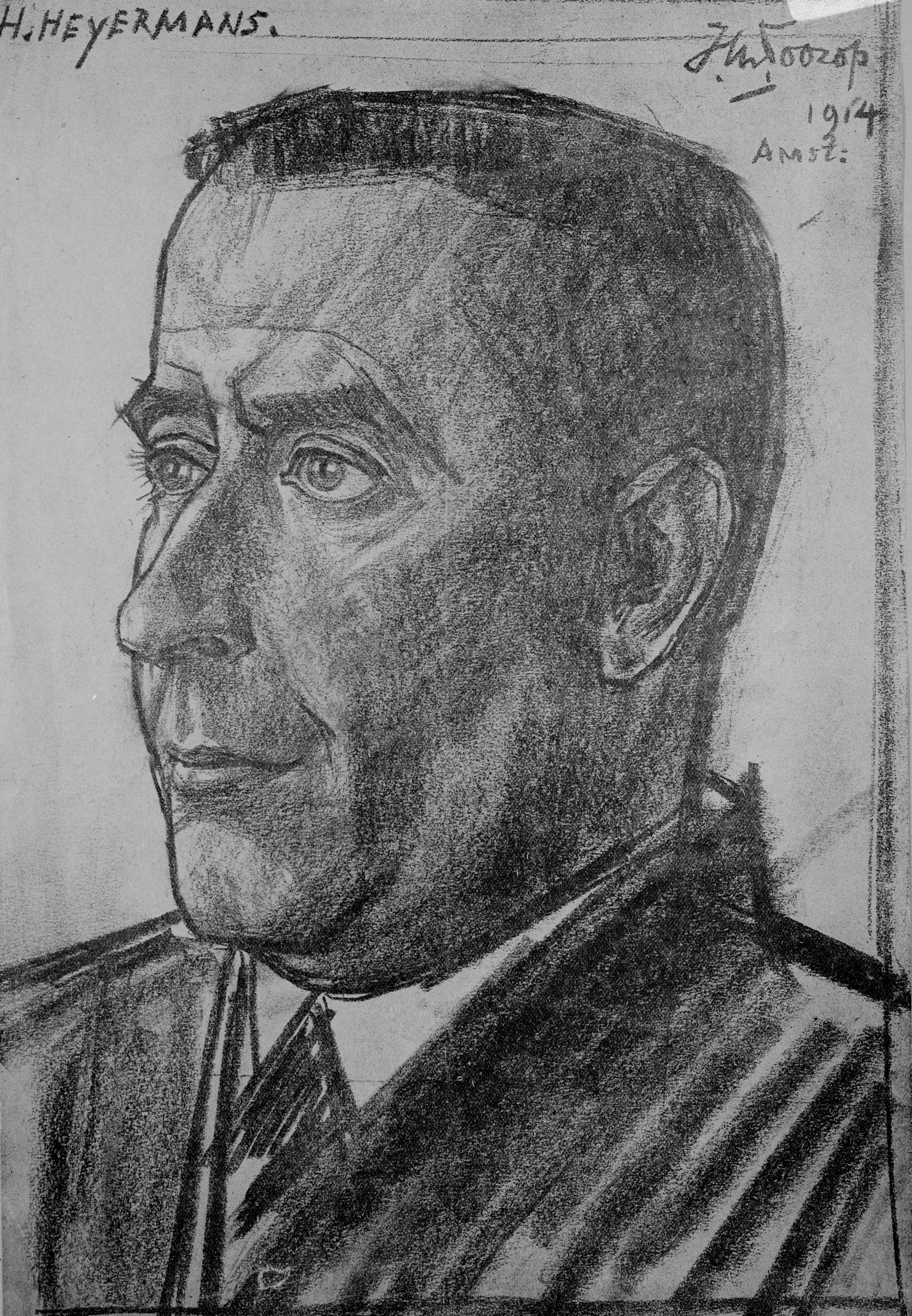
Heijermans 1914 nach der Feder Jan Toorops

1895 gründete er in Wijk aan Zee mit Marie Peers einen Haushalt und sie heirateten bald. Marie entstammte einer Zirkusfamilie und war Analphabetin, eignete sich jedoch als Erwachsene so weitreichende Fähigkeiten an, dass sie im Laufe ihres Lebens selbst mehrere Texte veröffentlichte. 1897 trat Heijermans der sozialdemokratischen Sociaal-Democratische Arbeiderspartij (SDAP) (Vorgänger der heutigen Partij van de Arbeid (PvdA)) bei. Im selben Jahr veröffentlichte er den Roman Kamertjeszonde, eine scharfe Abrechnung mit der bürgerlichen Ehemoral. Die tragische Vorlage gab Marie Peers’ Leben, da ihr, als gefallener Frau, der Exmann die Kinder entzogen hatte. Das Buch konnte zunächst ausschließlich in einem pornographischen Verlag erscheinen, entwickelte sich jedoch zu einem Überraschungserfolg und erlebte weitere Auflagen in "besseren" Verlagen. 1900 war Heijermans an der Gründung der sozialistischen Tageszeitung Het Volk beteiligt. Ab 1901 lebte das Ehepaar Heijermans in Katwijk aan Zee, wo 1902 die Tochter Hermine Heijermans zur Welt kam. Überdies lernte Heijermans in Katwijk den Maler und Graphiker Jan Toorop kennen. Ein greifbares Ergebnis dieser Freundschaft sind Plakate Toorops zu Stücken Heijermans’.
Zur selben Zeit entwickelte sich Heijermans zu einem produktiven Schriftsteller, der journalistische Recherche in naturalistische Detailhaftigkeit umsetzte. Er hatte jedoch selbst in wohlgewogenen SDAP-nahen Zeitschriften Schwierigkeiten, seinen großen Ausstoß unterzubringen, was ihm mit der Partei immer wieder Konflikte einbrachte. Auch seine Dramen schürten immer wieder Konflikte: Ghetto (1898), das von einer Person handelt, die sich vom jüdischen Glauben abwendet und deshalb aus der Gesellschaft des Amsterdamer Ghettos ausgeschlossen wird, bezeichnete er selbst später als antisemitisch. Die Aufführung von Allerzielen (1904) wurde in einigen Gegenden als antikatholisch verboten. Zu seinem größten Erfolg entwickelte sich dagegen Op hoop van zegen (1900). Das Werk wurde auch im Ausland vielfach inszeniert und mehrfach verfilmt. Es handelt von Fischern, die auf einem Seelenverkäufer den Fang teuer bezahlen. Heijermans behandelt in den Dramen vielfältige Themen. Wiederkehrende Motive sind die Ausbeutung von Arbeitern, die Unterdrückung von Frauen und die Enge des Kleinbürgertums. Eine geniale Partnerin fand er in Esther de Boer-van Rijk, die viele seiner Frauenrollen in Szene setzte und der er viele Rollen auf den Leib schrieb.

### Berliner Jahre
Da die Niederlande nicht der Berner Konvention angehörten, erhielt Heijermans trotz internationaler Erfolge keine Tantiemen aus dem Ausland. Dies löste er für sich 1907 durch den Umzug nach Berlin. Auch dort arbeitete er investigativ, schrieb für deutsche und niederländische Zeitungen – mit eigenem Pseudonym für jede, korrespondierte mit Maxim Gorkij über die Gründung einer internationalen Literaturzeitschrift und mit Franz Mehring öffentlich und giftig über einen Verriss, und schickte den Roman Duczika, eine Berliner Milieuschilderung, als Fortsetzungsgeschichte in die Niederlande.

### Intendanz und Spätwerk
1911 kehrte er in die Niederlande zurück. Es begannen hektische Jahre: Einerseits waren die Niederlande der Berner Konvention beigetreten. Andererseits wurde die Nederlandsche Tooneelvereniging insolvent, sodass ihm nun niederländische Tantiemen entfielen. Heijermans gründete als Ersatz die N.V. De Tooneelvereniging, um über sie weiterhin seine Dramen auf die Bühne zu bringen. Durch schlechtes Management verbrannte diese jedoch so viel Geld, dass er seinem Brot eilig hinterherschrieb, was man seinem Spätwerk anmerkt. Der eingefleischte Sozialist war auf Spenden von Bankiers angewiesen, die sein Werk schätzten. Auch seine Ehe zerrüttete sich zusehends, zumal er mit der jungen Schauspielerin Anna Jurgens eine Beziehung einging.

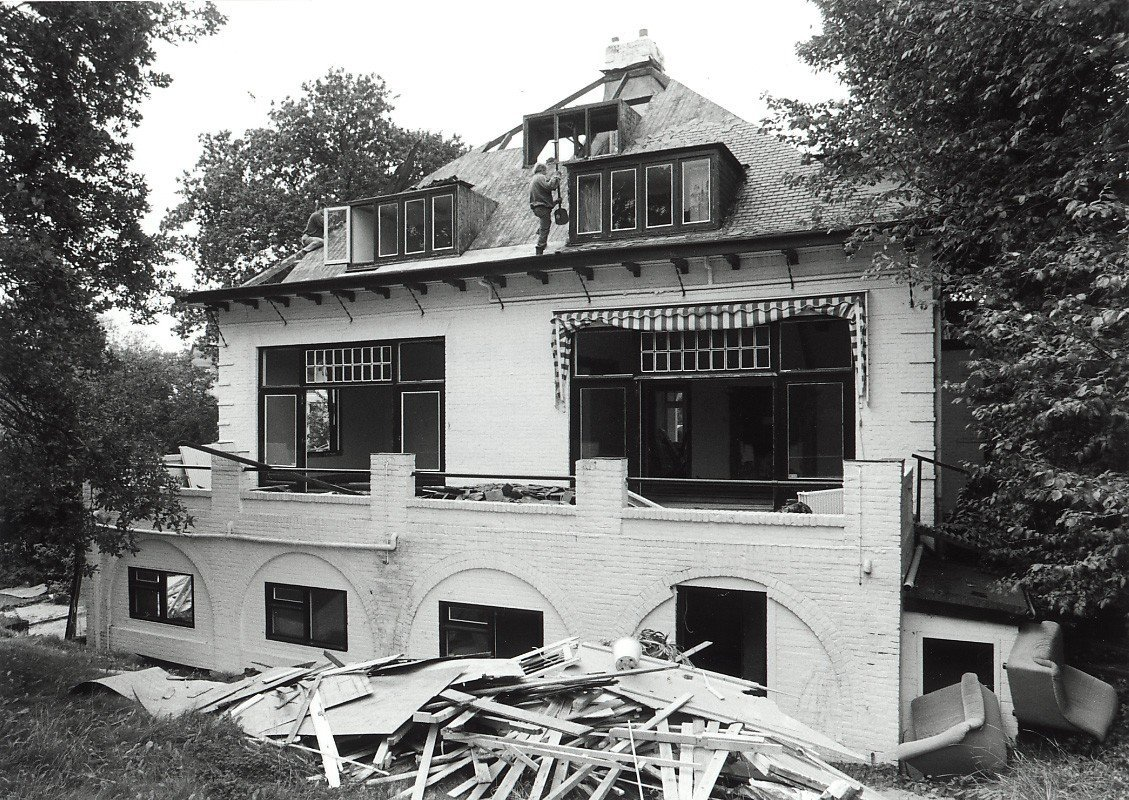
Villa Zand-Hoeve
Bau: 1917
Abriss: 1996

1918 zog seine Tochter Hermine mit ihrer Mutter aus der väterlichen Wohnung. Die Ehe mit Marie wurde am 27. November geschieden. Die Ehe mit Anna wurde am 17. Dezember geschlossen. Ein Freund vermittelte dem Paar als Wohngelegenheit die Villa Zand-Hoeve (1917–1996) in Zandvoort, wo Heijermans zwei weitere Male Vater wurde.
1920 geriet Heijermans, einerseits Sozialist und andererseits Theaterunternehmer, zwischen die Fronten streikender Schauspieler und unnachgiebiger Intendanten. Eine persönliche Enttäuschung war, dass ihm bei der Ausschreibung für die Pacht der Stadsschouwburg abgesagt wurde. Heijermans „Rache“ war die Pacht des weitaus größeren Theater Carré. Er versuchte das Haus mit spektakulären Inszenierungen zu füllen, darunter seine opulenten Dramen De Vliegende Hollander of de grote weddenschap und Vanouds 'de morgenster, doch auch sie reihten sich als wenig gelungen in sein Spätwerk, und so wurde 1923 die N.V. De Tooneeelvereniging nach zwei Saisonen im Carré insolvent.

### Letzte Jahre
In seinen letzten Jahren wurde Heijermans milder und besonnener, was insbesondere im Droomkoninkje, einer Erzählung für große Kinder, zum Ausdruck kam. Zugleich schrieb Heiermans hektisch weiter alles, was Geld brachte, vom Krimi Bluff bis zur Kolumne. Ab 1923 schränkte ihn jedoch ein Kieferhöhlenkrebs erheblich ein. Zum standhaften Atheisten geworden, ließ er einerseits seine Schwester Helene wissen, dass er nicht nach jüdischem Ritual begraben werden wollte und ließ andererseits einen Bekehrungsversuch Frederik van Eedens zum Katholizismus an sich abprallen.

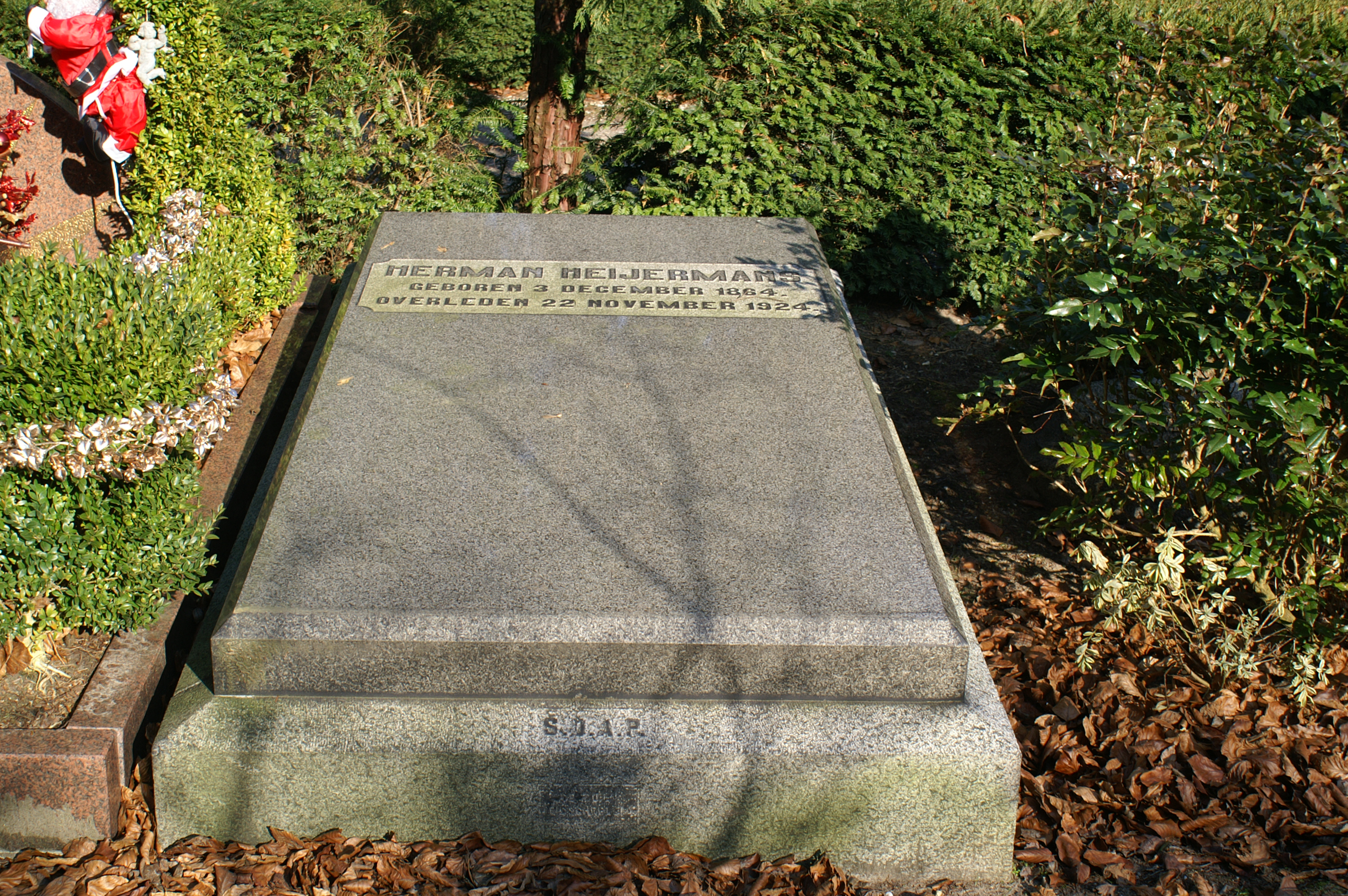
Grab auf dem Zorgvlied

Heijermans ging sehr beherrscht durch sein Lebensende. Die SDAP organisierte einen aufwendigen Leichenzug von Zandvoort bis zum Amsterdamer Friedhof Zorgvlied, wo sich sein Grab befindet. Tausende Menschen erwiesen ihm die letzte Ehre.

## Pseudonyme
Heijermans „erbte“ von seinem Vater das Pseudonym Samuel Falkland. Daneben verwandte er eine Vielzahl weiterer Pseudonyme wie Dirk Akerman, Cali-Nicta, Colijn, Deysselianus, L.H.A. Drabbe, Gerrit(je), Koos Habbema, F. Hoekstra, Icarus Forens, Ivan Jelakowitch, Hans Ludificor, Hans Muller, P. Peers, M. de Pinto, Sluipdoor, Heinz Sperber, J.W. Stoop, E.W. Thijssen und Zieltje.

## Werke
- 1892: ‘n Jodenstreek? (dt. Ein Judenstreich, Bibliothek berühmter Autoren, Bd. 1)
- 1892: Trinette
- 1893: Ahasverus (als Ivan Jelakowitch)
- 1893: Dora Kremer
- 1893: Fleo
- 1897: Sabbath
- 1898: Diamantstad (deutsch: Diamantstadt, unbekannter Übersetzer, Verlag Egon Fleischel & Co., Berlin 1904)[5]
- 1898: Ghetto
- 1898: Het antwoord
- 1898: Kamertjeszonde (als Koos Habbema)
- 1898: Nummer tachtig
- 1898: Puntje
- 1899: De machien
- 1899: De onbekende
- 1899: Ego
- 1899: Het zevende gebod (deutsch Das siebente Gebot, durch Egbert Soltau, Verlag Otto Hendel, Halle/Saale 1903)[5]
- 1900: Eén mei
- 1900: Het pantser
- 1901: Op hoop van zegen (mehrfach übersetzt, u. a. Die Hoffnung, durch Franziska de Graaff, Verlag Felix Bloch, Berlin 1905)[5]
- 1901: Ora et labora
- 1903: Bloeimaand
- 1903: Buren
- 1903: Het kamerschut
- 1903: Het kind
- 1903: In de Jonge Jan
- 1903: Schakels
- 1904: Kleine verschrikkingen
- 1904: Saltimbank
- 1905: Allerzielen (deutsch Allerseelen, unbekannter Übersetzer, Egon Fleischel & Co, Berlin 1906)[5]
- 1905: Artikel 188
- 1905: Biecht eener schuldige
- 1905: De meid
- 1905: Gevleugelde daden
- 1905: Interieurs (deutsch Intérieurs durch R. Ruben. Verlag Bruno Feigenspan, Pößneck 1903)
- 1906: Feest
- 1906: Kleine vertelsels
- 1907: Uitkomst
- 1907: Vreemde jacht
- 1907: Wat niet kon
- 1908: Berliner Skizzenbuch
- 1908: De groote vlucht
- 1908: De opgaande zon
- 1908: Joep's wonderlijke avonturen
- 1909: De roode Flibustier
- 1909: De schoone slaapster
- 1910: Beschuit met muisjes
- 1910: Nocturne
- 1911: Glück auf!
- 1912: Duczika; deutsche Neuausgabe von Hans Kleemann, übersetzt von Ferri Leberl: Duczika. Ein Berlin-Roman, Hendrik Bäßler Verlag, Berlin 2022, ISBN 978-3-945880-68-5[6]
- 1914: Brief in den schemer
- 1914: De buikspreker
- 1914: Een heerenhuis te koop
- 1914: Robert, Bertram en Co.
- 1916: Dageraad
- 1916: Eva Bonheur
- 1917: De Wijze Kater
- 1919: De noodlottige gelijkenis (nach Carl Rössler)[7]
- 1920: De vliegende Hollander
- 1923: Van ouds "De Morgenster"
- 1924: De moord in de trein (deutsch: Bluff, durch  Else Otten, Rudolf Mosse Buchverlag, Berlin 1926)[5]
- 1924: Droomkoninkje
- 1925: Vuurvlindertje

## Verfilmungen
- 1913: A Case of Arson (In de Jonge Jan)
- 1918: Op hoop van zegen
- 1920: Schakels
- 1924: Die Fahrt ins Verderben
- 1926: Die vom Schicksal Verfolgten
- 1934: Op hoop van zegen
- 1939: The Rising Sun (Fernsehfilm) (Niederländische Version)
- 1955: The Wise Cat (Fernsehfilm)
- 1964: Brand in de jonge jan (Fernsehfilm)
- 1964: Nocturne (Fernsehfilm)
- 1966: De meid (Fernsehfilm)
- 1968: Aanzoek (Kurzfilm, Fernsehfilm)
- 1968: Artikel 188 (Fernsehfilm)
- 1969: Sluzavka (De meid) (Fernsehfilm)
- 1971: De lamp (Fernsehfilm)
- 1971: Het antwoord (Fernsehfilm)
- 1972: Eva Bonheur (Fernsehfilm)
- 1983: Schakels (Fernsehfilm)
- 1986: Op hoop van zegen
- 1987: Zeg 'ns Aaa (Fernsehserie) (Op Hoop van Zegen) – (1 Folge)

## Hörspiele in Deutschland (Auswahl)
- 1925: Hoffnung auf Segen. Ein Fischerdrama in vier Akten – Regie: Nicht angegeben (Sendespiel (Hörspielbearbeitung) – ORAG)
- 1926: Keden. Von Kinnerleev een irnst-lustig Speel in vier Akten – Regie: Hans Böttcher (Sendespiel (Hörspielbearbeitung) – NORAG)
- 1927: See. Nedderdütsch Drama in veer Uptög. Gastspiel des Ollnborger Kring. Frei nach Herman Heijermans – Bearbeitung und Regie: Erich Schiff (Sendespiel (Hörspielbearbeitung) – NORAG)
- 1927: Hoffnung auf Segen. Eine Fischertragödie in vier Akten – Regie: Rudolf Rieth (Sendespiel (Hörspielbearbeitung) – Westdeutsche Rundfunk AG (WERAG))
- 1928: Holländischer Abend: Hoffnung auf Segen – Regie: Nicht angegeben (Sendespiel (Hörspielbearbeitung) – Süddeutsche Rundfunk AG (SÜRAG))
- 1928: Hoffnung auf Segen – Regie: Walther Ottendorf (Sendespiel (Hörspielbearbeitung) – ORAG)

Anmerkungen: Bei den Sendespielen handelt es sich um Livesendungen ohne Aufzeichnung.

## Belege
1. 1 2 3 4 5 6 7 8 9 10 11 12 13 14  HEIJERMANS, Herman – BWSA. In: socialhistory.org. Abgerufen am 30. März 2022.
2. ↑  De parelduiker. Jaargang 4 • dbnl. In: dbnl.org. Abgerufen am 30. März 2022.
3. 1 2  Zand-Hoeve, de voormalige villa van Herman Heijermans aan de Kostverlorenstraat 105, tijdens de sloop. – Europeana. In: europeana.eu. Abgerufen am 1. April 2022.
4. ↑  eingeschränkte Vorschau in der Google-Buchsuche
5. 1 2 3 4 5  Translation database - Letterenfonds. In: letterenfonds.secure.force.com. Abgerufen am 19. April 2022.
6. ↑  Katalog der Deutschen Nationalbibliothek. In: portal.dnb.de. Abgerufen am 19. April 2022.
7. ↑  https://www.volkskrant.nl/nieuws-achtergrond/onbekend-toneelstuk-van-herman-heijermans-ontdekt~bfab7be0/

| Personendaten    | Personendaten                                                         |
| ---------------- | --------------------------------------------------------------------- |
| NAME             | Heijermans, Herman                                                    |
| ALTERNATIVNAMEN  | Heyermans, Hermann                                                    |
| KURZBESCHREIBUNG | niederländischer Dramatiker, Schriftsteller, Journalist und Intendant |
| GEBURTSDATUM     | 3. Dezember 1864                                                      |
| GEBURTSORT       | Rotterdam                                                             |
| STERBEDATUM      | 22. November 1924                                                     |
| STERBEORT        | Zandvoort                                                             |